# Ramsden (Oxfordshire)
Ramsden – wieś w Anglii, w hrabstwie Oxfordshire, w dystrykcie West Oxfordshire. Leży 16 km na północny zachód od Oksfordu i 98 km na zachód od Londynu. W 2001 miejscowość liczyła 328 mieszkańców.